# Orton Longueville
Orton Longueville lub Overton-Longville lub Orton-Longville lub Oeverton-Longueville – osada i civil parish w Anglii, w Cambridgeshire, w dystrykcie (unitary authority) Peterborough. W 2011 civil parish liczyła 11051 mieszkańców.